# Răzvan Lucescu
Răzvan Lucescu (Bucarest, 17 febbraio 1969) è un allenatore di calcio ed ex calciatore rumeno, tecnico del PAOK.

## Biografia
È il figlio dell'allenatore di calcio Mircea Lucescu, commissario tecnico della nazionale rumena e uno degli allenatori più decorati di tutti i tempi.

## Carriera

### Giocatore
Ha giocato nel ruolo di portiere. In 15 stagioni giocate in Divizia A (ora Liga I) ha giocato 249 partite, vincendo un titolo nazionale nel 2002-2003, la sua ultima stagione, in cui ricopriva anche il ruolo di vicepresidente della società. Nel suo curriculum vanta anche una brevissima esperienza in Italia: difatti ad inizio carriera ha difeso in tre occasioni la porta del Crema 1908, compagine semiprofessionistica lombarda.

### Allenatore

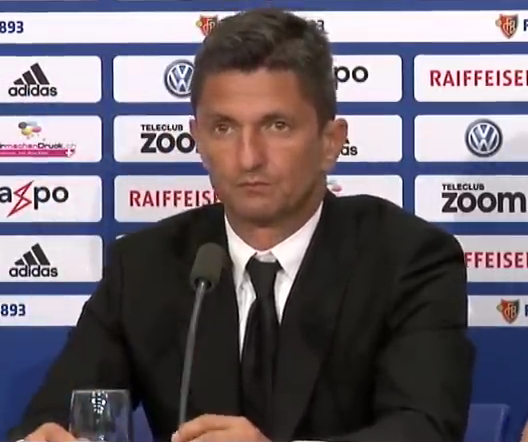
Răzvan Lucescu al PAOK (2018)

Dopo buone stagioni passate ad allenare il Brașov (vittoria schiacciante nel campionato di serie B e storica promozione del club in serie A) ed il Rapid Bucarest (con cui ha partecipato alla Coppa UEFA arrivando fino ai quarti di finale e vincendo la Coppa di Romania), Lucescu è stato ingaggiato dalla Federazione calcistica della Romania per guidare la nazionale. Dopo due anni, nel giugno 2011 viene sostituito nuovamente da Vitor Piturca e torna così ad allenare il Rapid Bucarest dove poi dopo un anno in cui riuscì a qualificare la squadra nei gruppi di Europa League e il quarto posto in campionato, è costretto a lasciare per la crisi economica della società. Si trasferisce quindi in Qatar dove alla guida del Al Jaish ottiene buoni risultati in campionato (secondo posto) e in Champions League asiatica e la prima e storica vittoria del Club nella Qatar Stars Cup. Nel marzo del 2014 ritorna in Romania alla guida del Petrolul Ploiești dove ritrova Adrian Mutu con cui aveva già lavorato in Nazionale.
Il 24 Settembre 2014, Lucescu firma un contratto con il Skoda Xanthi militante nella Super League Greca. Guida il club all'ottavo posto e alla sua prima finale della storia nella Coppa di Grecia del 2014. Termina il contratto nel giugno 2017 dopo un sesto posto. Il 11 agosto 2017 diventa il nuovo allenatore del PAOK: sotto la sua guida, il PAOK vince due Coppe di Grecia consecutive (2018 e 2019) e il double nazionale nel 2019, vincendo sia la Coppa sia il campionato greco. Dopo aver sfiorato il titolo l'anno prima, perso ai danni dell'AEK Atene, Lucescu trascina il club di Salonicco a vincere il suo terzo titolo nella storia, a distanza di 34 anni dall'ultimo successo: inoltre, ottiene il titolo di campione di Grecia da imbattuto in trenta partite e interrompe dopo 31 anni il dominio delle tre squadre ateniesi.
A fine stagione lascia l'incarico e si accorda con l'Al-Hilal dove come collaboratori avrà gli italiani Gianpaolo Castorina, Cristiano Bacci e Matteo Spatafora e tra i giocatori Sebastian Giovinco. Con il club saudita vince il campionato, la Coppa del Re dei Campioni e la Champions nel novembre 2019 battendo in finale i giapponesi dell’Urawa Reds; il mese seguente arriva quarto al Mondiale per club perdendo ai rigori la finalina contro i messicani del Monterrey. Nel febbraio del 2021 viene esonerato con la squadra a cinque punti dalla capolista. Successivamente torna al PAOK Salonicco con il quale, dopo un secondo e un quarto posto nelle prime due stagioni, nel 2023-2024 vince il campionato greco.

## Statistiche

### Allenatore
Statistiche aggiornate all'26 luglio 2025. In grassetto le competizioni vinte.
| Stagione                 | Squadra                  | Campionato               | Campionato | Campionato | Campionato | Campionato | Coppe nazionali | Coppe nazionali | Coppe nazionali | Coppe nazionali | Coppe nazionali | Coppe continentali | Coppe continentali | Coppe continentali | Coppe continentali | Coppe continentali | Altre coppe | Altre coppe | Altre coppe | Altre coppe | Altre coppe | Totale | Totale | Totale | Totale | % Vittorie | Piazzamento |
| Stagione                 | Squadra                  | Comp                     | G          | V          | N          | P          | Comp            | G               | V               | N               | P               | Comp               | G                  | V                  | N                  | P                  | Comp        | G           | V           | N           | P           | G      | V      | N      | P      | %          | Piazzamento |
| ------------------------ | ------------------------ | ------------------------ | ---------- | ---------- | ---------- | ---------- | --------------- | --------------- | --------------- | --------------- | --------------- | ------------------ | ------------------ | ------------------ | ------------------ | ------------------ | ----------- | ----------- | ----------- | ----------- | ----------- | ------ | ------ | ------ | ------ | ---------- | ----------- |
| gen.-giu. 2004           | Brașov                   | DA                       | 15         | 5          | 3          | 7          | -               | -               | -               | -               | -               | -                  | -                  | -                  | -                  | -                  | -           | -           | -           | -           | -           | 15     | 5      | 3      | 7      | 33,33      | Sub., 11º   |
| 2004-2005                | Rapid Bucarest           | DA                       | 30         | 16         | 9          | 5          | CR              | 1               | 0               | 0               | 1               | -                  | -                  | -                  | -                  | -                  | -           | -           | -           | -           | -           | 31     | 16     | 9      | 5      | 51,61      | 3º          |
| 2005-2006                | Rapid Bucarest           | DA                       | 30         | 17         | 8          | 5          | CR              | 6               | 5               | 1               | 0               | CU                 | 16                 | 10                 | 4                  | 2                  | -           | -           | -           | -           | -           | 52     | 32     | 13     | 7      | 61,54      | 2º          |
| 2006-2007                | Rapid Bucarest           | LI                       | 34         | 16         | 11         | 7          | CR              | 5               | 4               | 1               | 0               | CU                 | 10                 | 4                  | 5                  | 1                  | SR          | 1           | 0           | 0           | 1           | 50     | 24     | 17     | 9      | 48,00      | 4º          |
| 2007-2008                | Brașov                   | LII                      | 34         | 24         | 6          | 4          | CR              | 3               | 1               | 2               | 0               | -                  | -                  | -                  | -                  | -                  | -           | -           | -           | -           | -           | 37     | 25     | 8      | 4      | 67,57      | 1º (prom.)  |
| 2008-2009                | Brașov                   | LI                       | 34         | 14         | 13         | 7          | CR              | 2               | 1               | 1               | 0               | -                  | -                  | -                  | -                  | -                  | -           | -           | -           | -           | -           | 36     | 15     | 14     | 7      | 41,67      | 9º          |
| Totale Brasov            | Totale Brasov            | Totale Brasov            | 83         | 43         | 22         | 18         |                 | 5               | 2               | 3               | 0               |                    | -                  | -                  | -                  | -                  |             | -           | -           | -           | -           | 88     | 45     | 25     | 18     | 51,14      |             |
| 2011-2012                | Rapid Bucarest           | LI                       | 34         | 18         | 10         | 6          | CR              | 6               | 5               | 0               | 1               | UEL                | 8                  | 2                  | 1                  | 5                  | -           | -           | -           | -           | -           | 48     | 25     | 11     | 12     | 52,08      | 4º          |
| Totale Rapid Bucarest    | Totale Rapid Bucarest    | Totale Rapid Bucarest    | 128        | 67         | 38         | 23         |                 | 18              | 14              | 2               | 2               |                    | 34                 | 16                 | 10                 | 8                  |             | -           | -           | -           | -           | 180    | 97     | 50     | 33     | 53,89      |             |
| 2012-2013                | Al-Jaish                 | QSL                      | 22         | 13         | 1          | 8          | QSC+QCPC        | 7+1             | 6+0             | 0+0             | 1+1             | -                  | -                  | -                  | -                  | -                  | CEQ         | 2           | 1           | 1           | 0           | 32     | 20     | 2      | 10     | 62,50      | 3º          |
| 2013-gen. 2014           | Al-Jaish                 | QSL                      | 14         | 7          | 3          | 4          | -               | -               | -               | -               | -               | ACL                | 8                  | 3                  | 3                  | 2                  | -           | -           | -           | -           | -           | 22     | 10     | 6      | 6      | 45,45      | Eson.       |
| Totale Al-Jaish          | Totale Al-Jaish          | Totale Al-Jaish          | 36         | 20         | 4          | 12         |                 | 8               | 6               | 0               | 2               |                    | 8                  | 3                  | 3                  | 2                  |             | 2           | 1           | 1           | 0           | 54     | 30     | 8      | 16     | 55,56      |             |
| mar.-giu. 2014           | Petrolul Ploiești        | LI                       | 12         | 6          | 5          | 1          | CR              | 2               | 0               | 1               | 1               | -                  | -                  | -                  | -                  | -                  | -           | -           | -           | -           | -           | 14     | 6      | 6      | 2      | 42,86      | Sub., 3º    |
| lug.-set. 2014           | Petrolul Ploiești        | LI                       | 7          | 4          | 2          | 1          | CLR             | 1               | 0               | 0               | 1               | UEL                | 6                  | 3                  | 1                  | 2                  | -           | -           | -           | -           | -           | 14     | 7      | 3      | 4      | 50,00      | Dimesso     |
| Totale Petrolul Ploiești | Totale Petrolul Ploiești | Totale Petrolul Ploiești | 19         | 10         | 7          | 2          |                 | 3               | 0               | 1               | 2               |                    | 6                  | 3                  | 1                  | 2                  |             | -           | -           | -           | -           | 28     | 13     | 9      | 6      | 46,43      |             |
| set. 2014-2015           | Skoda Xanthī             | SLE                      | 34         | 12         | 11         | 11         | KE              | 10              | 5               | 3               | 2               | -                  | -                  | -                  | -                  | -                  | -           | -           | -           | -           | -           | 44     | 17     | 14     | 13     | 38,64      | 9º          |
| 2015-2016                | Skoda Xanthī             | SLE                      | 30         | 6          | 15         | 9          | KE              | 3               | 1               | 0               | 2               | -                  | -                  | -                  | -                  | -                  | -           | -           | -           | -           | -           | 33     | 7      | 15     | 11     | 21,21      | 13º         |
| 2016-2017                | Skoda Xanthī             | SLE                      | 30         | 13         | 9          | 8          | KE              | 7               | 3               | 1               | 3               | -                  | -                  | -                  | -                  | -                  | -           | -           | -           | -           | -           | 37     | 16     | 10     | 11     | 43,24      | 6º          |
| Totale Skoda Xanthi      | Totale Skoda Xanthi      | Totale Skoda Xanthi      | 94         | 31         | 35         | 28         |                 | 20              | 9               | 4               | 7               |                    | -                  | -                  | -                  | -                  |             | -           | -           | -           | -           | 114    | 40     | 43     | 35     | 35,09      |             |
| ago. 2017-2018           | PAOK                     | SLE                      | 30         | 21         | 4          | 5          | KE              | 10              | 10              | 0               | 0               | UEL                | 2                  | 1                  | 0                  | 1                  | -           | -           | -           | -           | -           | 42     | 32     | 4      | 6      | 76,19      | 2º          |
| 2018-2019                | PAOK                     | SLE                      | 30         | 26         | 4          | 0          | KE              | 10              | 6               | 2               | 2               | UCL+UEL            | 6+6                | 3+1                | 2+0                | 1+5                | -           | -           | -           | -           | -           | 52     | 36     | 8      | 8      | 69,23      | 1º          |
| 2019-2020                | Al-Hilal                 | SPL                      | 30         | 22         | 6          | 2          | CPS             | 6               | 6               | 0               | 0               | ACL                | 5                  | 3                  | 2                  | 0                  | -           | -           | -           | -           | -           | 41     | 31     | 8      | 2      | 75,61      | 1°          |
| 2020-feb. 2021           | Al-Hilal                 | SPL                      | 18         | 9          | 6          | 3          | CPS             | 1               | 0               | 0               | 1               | ACL                | 0                  | 0                  | 0                  | 0                  | -           | -           | -           | -           | -           | 18     | 9      | 6      | 3      | 50,00      | dimiss.     |
| Totale Al-Hilal          | Totale Al-Hilal          | Totale Al-Hilal          | 48         | 31         | 12         | 5          |                 | 7               | 6               | 0               | 1               |                    | 5                  | 3                  | 2                  | 0                  |             | -           | -           | -           | -           | 59     | 40     | 14     | 5      | 67,80      |             |
| 2021-2022                | PAOK                     | SLE                      | 36         | 19         | 7          | 10         | KE              | 7               | 2               | 4               | 1               | UECL               | 16                 | 8                  | 3                  | 5                  | -           | -           | -           | -           | -           | 59     | 29     | 14     | 16     | 49,15      | 2°          |
| 2022-2023                | PAOK                     | SLE                      | 36         | 19         | 10         | 7          | KE              | 6               | 4               | 2               | 0               | UECL               | 2                  | 0                  | 1                  | 1                  | -           | -           | -           | -           | -           | 44     | 23     | 13     | 8      | 52,27      | 4°          |
| 2023-2024                | PAOK                     | SLE                      | 36         | 25         | 5          | 6          | KE              | 6               | 5               | 0               | 1               | UECL               | 16                 | 10                 | 3                  | 3                  | -           | -           | -           | -           | -           | 58     | 40     | 8      | 10     | 68,97      | 1°          |
| 2024-2025                | PAOK                     | SLE                      | 32         | 18         | 4          | 10         | KE              | 2               | 1               | 0               | 1               | UCL+UEL            | 4+12               | 2+5                | 1+1                | 1+6                | -           | -           | -           | -           | -           | 50     | 26     | 6      | 18     | 52,00      | 3°          |
| Totale PAOK              | Totale PAOK              | Totale PAOK              | 200        | 128        | 34         | 38         |                 | 41              | 28              | 8               | 5               |                    | 74                 | 30                 | 21                 | 23                 |             | -           | -           | -           | -           | 315    | 186    | 63     | 66     | 59,05      |             |
| Totale carriera          | Totale carriera          | Totale carriera          | 608        | 330        | 156        | 122        |                 | 102             | 65              | 18              | 19              |                    | 117                | 55                 | 27                 | 35                 |             | 3           | 1           | 1           | 1           | 830    | 451    | 202    | 177    | 54,34      |             |

## Palmarès

### Giocatore
- Campionato rumeno: 1

Rapid Bucarest: 2002-2003

### Allenatore

#### Club

##### Competizioni nazionali
- Coppa di Romania: 2

Rapid Bucarest: 2005–2006, 2006–2007
- Seconda divisione rumena: 1

Brașov: 2007-2008
- Coppa delle Stelle del Qatar: 1

Al Jaish: 2012–2013
- Coppa di Grecia: 2

PAOK: 2017-2018, 2018-2019
- Campionato greco: 2

PAOK: 2018-2019, 2023-2024
- Campionato saudita: 1

Al Hilal: 2019-2020
- Coppa del Re dei Campioni: 1

Al Hilal: 2019–2020

##### Competizioni internazionali
- AFC Champions League: 1

Al Hilal: 2019

#### Individuale
- Allenatore dell'anno del campionato greco: 2

2019, 2024